# Szubatomi részecske
Szubatomi részecskének nevezzük az atom összetevőit (nukleonok és elektron), ezek rokonait, a többi hadront és leptont, ezek kisebb összetevőit (kvarkok), a közöttük lévő alapvető kölcsönhatások közvetítő részecskéit, a spontán szimmetriasértésért felelős Higgs-bozont, mindezek antirészecskéit és szuperpartnereit.
A nem összetett szubatomi részecskéket elemi részecskéknek nevezzük, nagyon gyakran azonban a laza szóhasználatban az összes szubatomi részecskét így hívjuk.